# Staatsbezoek

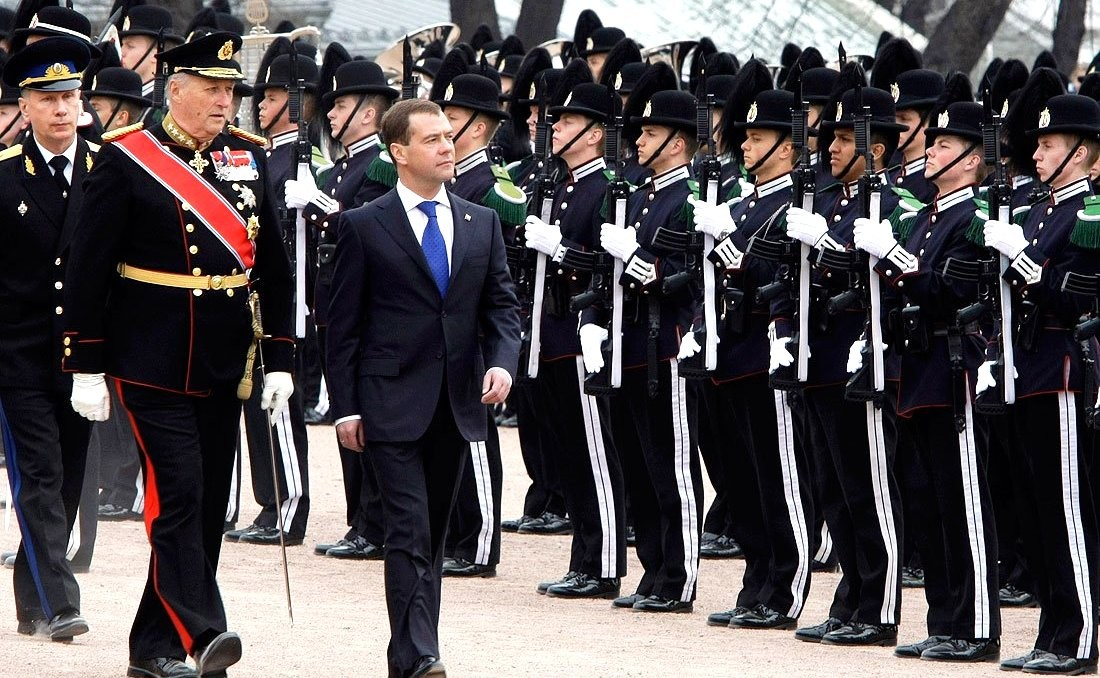
President Medvedev van Rusland op staatsbezoek bij koning Harald V van Noorwegen

Een staatsbezoek is een diplomatiek, ceremonieel bezoek van een regerend staatshoofd aan een bevriend land. Een staatsbezoek moet worden onderscheiden van een werkbezoek. Dat laatste is een bezoek van een buitenlands staatshoofd op uitnodiging van alleen het kabinet c.q. de ministers van een land.

## Begripsbepaling
Niet elk bezoek van een staatshoofd aan een ander land heet een staatsbezoek. Daaraan zijn meerdere protocollaire eisen verbonden, zoals een kranslegging en een staatsbanket.
Staatsbezoeken worden door de betrokken regeringen altijd op voorhand aangekondigd. In constitutionele monarchieën en in de meeste republieken is dan ook de toestemming van de ministerraad nodig.
Meestal duurt een staatsbezoek twee of drie dagen, de eerste dag kent meestal een ceremonieel verloop, met een kranslegging en het inspecteren van een erewacht.
Bij staatsbezoeken tussen koninkrijken draaien deze ontmoetingen veelal op familiereünies uit, er wordt dan vaak gepronkt met oude familietraditie.
Een staatsbezoek is een nationale zaak, en wordt geregeld door het hof of de presidentiële staf en de ministeries van Binnenlandse en Buitenlandse Zaken. Er geldt bij deze bezoeken meestal staatsprotocol, dit wordt geregeld door de protocolchef binnenlandse zaken; dit is niet altijd hetzelfde als hofprotocol in de verschillende koninkrijken. De volledige factuur van een staatsbezoek wordt naar de regering gestuurd, het staatshoofd zelf behoeft hiervoor geen beroep te doen op de civiele lijst.
Uiteraard is zo'n bezoek meer dan alleen cadeaus uitdelen, er moet ook op diplomatiek vlak worden gewerkt. Gevoelige materies zoals mensenrechten komen, zo nodig, ook aan bod.
De staatshoofden zelf werken vervolgens een druk politiek en diplomatiek programma af samen met hun delegaties en gevolg. De huwelijkspartner van het staatshoofd krijgt meestal een programma vol humane en ethische onderwerpen voorgeschoteld.
Een staatsbezoek gaat meestal vergezeld met een staatsdiner. Hierbij gelden veel protocollen, waarvan de tafelschikking een belangrijk onderdeel is. De ceremoniemeester ziet op het naleven van de protocollen toe.

## Geschiedenis
Het staatsbezoek zoals wij dat nu kennen is vooral een verworvenheid van de 19e eeuw. In de daaraan voorafgaande eeuwen was het zeldzaam dat vorsten elkaar, behalve op het slagveld, ontmoetten.
De ontmoetingen tussen Frans I van Frankrijk en Hendrik VIII van Engeland op het Goudlakenkamp buiten Boulogne was een vroeg voorbeeld van een vriendschappelijk bezoek van een vorst aan een collega. 
De bezoeken van Peter de Grote aan Nederland, Engeland, Frankrijk en een aantal Duitse staten en dat van keizer Frans II aan zijn zwager Lodewijk XVI waren echter geen staatsbezoeken. Deze keizers reisden namelijk incognito. De reden daarvoor was onder andere dat in die, door vormen en door kostbare en vermoeiende plichtplegingen beheerste, tijd een bezoek door een monarch vrijwel onoverkomelijke protocollaire problemen opleverde. De nadruk lag bij het verkeer tussen staten dan ook eeuwenlang bij de bezoeken van ambassadeurs die een enorme staatsie voerden.
In de napoleontische tijd hebben veel Europese vorsten elkaar ontmoet. Dat gebeurde dan onder andere bij het congres van vorsten in Wenen, waar drie keizers en meerdere koningen aanwezig waren.
De Europese vorsten bleven elkaar in de 19e eeuw steeds vaker bezoeken. De aanleg van de spoorwegen die de reistijd tussen hoofdsteden terugbrachten van weken of dagen naar uren maakte het geriefelijk en snel reizen mogelijk.
De eerste staatsbezoeken in moderne zin waren het bezoek van koningin Victoria en prins Albert aan Lodewijk Filips in Parijs (1840) en het contrabezoek van deze vorst en dat van keizer Napoleon III aan Londen.
Deze bezoeken hadden alle kenmerken van het huidige traditionele staatsbezoek: de rijtoer, de militaire parade, de diners en de uitwisseling van geschenken en orden. In de laatste jaren van de 19e eeuw werd het staatsbezoek een vaste routine voor regeringshoofden.
Een zeer de aandacht trekkende rondreis door Europa was de reis van de sjah van Perzië, Naser ed-Din Kadjar, die onder andere Engeland, Nederland en Frankrijk bezocht en in dat laatste land zelfs werd getrakteerd op een demonstratie van de guillotine.
De oude koningin Victoria ontving, omdat zij weduwe was, nauwelijks officiële gasten, maar de Duitse keizer was uiterst reislustig en bezocht onder andere Nederland.
In de eerste jaren van de 20e eeuw kreeg het staatsbezoek zoals we dat nu kennen, waarbij het in dienstjaren jongere staatshoofd zijn of haar oudere collegae bezoekt en deze voor een bezoek uitnodigt en het protocol werd vastgelegd, een vaste vorm.
In de jaren voor de Eerste Wereldoorlog werden de staatsbezoeken gebruikt om diplomatieke en militaire banden aan te knopen. Het bezoek van de Engelse koning Eduard VII aan Parijs en het bezoek van de Franse president Poincaré aan Sint-Petersburg waren duidelijke manifestaties van de verbondenheid van Groot-Brittannië, Frankrijk en Rusland. De Duitse keizer was op zijn beurt niet welkom in Parijs.
Na de Tweede Wereldoorlog stonden staatsbezoeken vaak in het teken van de verzoening tussen landen en bij latere bezoeken werd ook het bevorderen van handel een duidelijk oogmerk van het bezoek.
Nederland werd in de jaren van de regering van koningin Wilhelmina diplomatiek wat verwaarloosd. Wilhelmina hield niet van staatsbezoeken en bezocht zelf alleen Frankrijk, Denemarken en vlak voordat de Tweede Wereldoorlog uitbrak, zeer demonstratief, het eveneens neutrale België.
Koningin Juliana ontving en maakte ieder jaar meerdere staatsbezoeken. Opvallend waren het bezoek van bondspresident Heinemann, als eerste Duitse staatshoofd die na de Tweede Wereldoorlog de goede betrekkingen kwam herstellen en het door veel rellen en kritiek geplaagde bezoek van de Shoa-keizer, Hirohito, van Japan.

## Staatsbezoeken aan België
In België wordt het bezoekende staatshoofd het Grootlint in de Leopoldsorde aangeboden door de koning, tenzij het bezoekende staatshoofd dit ereteken al eerder heeft ontvangen.
Koning Boudewijn en koning Albert legden beiden diverse staatsbezoeken af en zij ontvingen ook een aantal buitenlandse staatshoofden. Koning Filip zet deze traditie voort.

## Staatsbezoeken aan Nederland

### Protocol

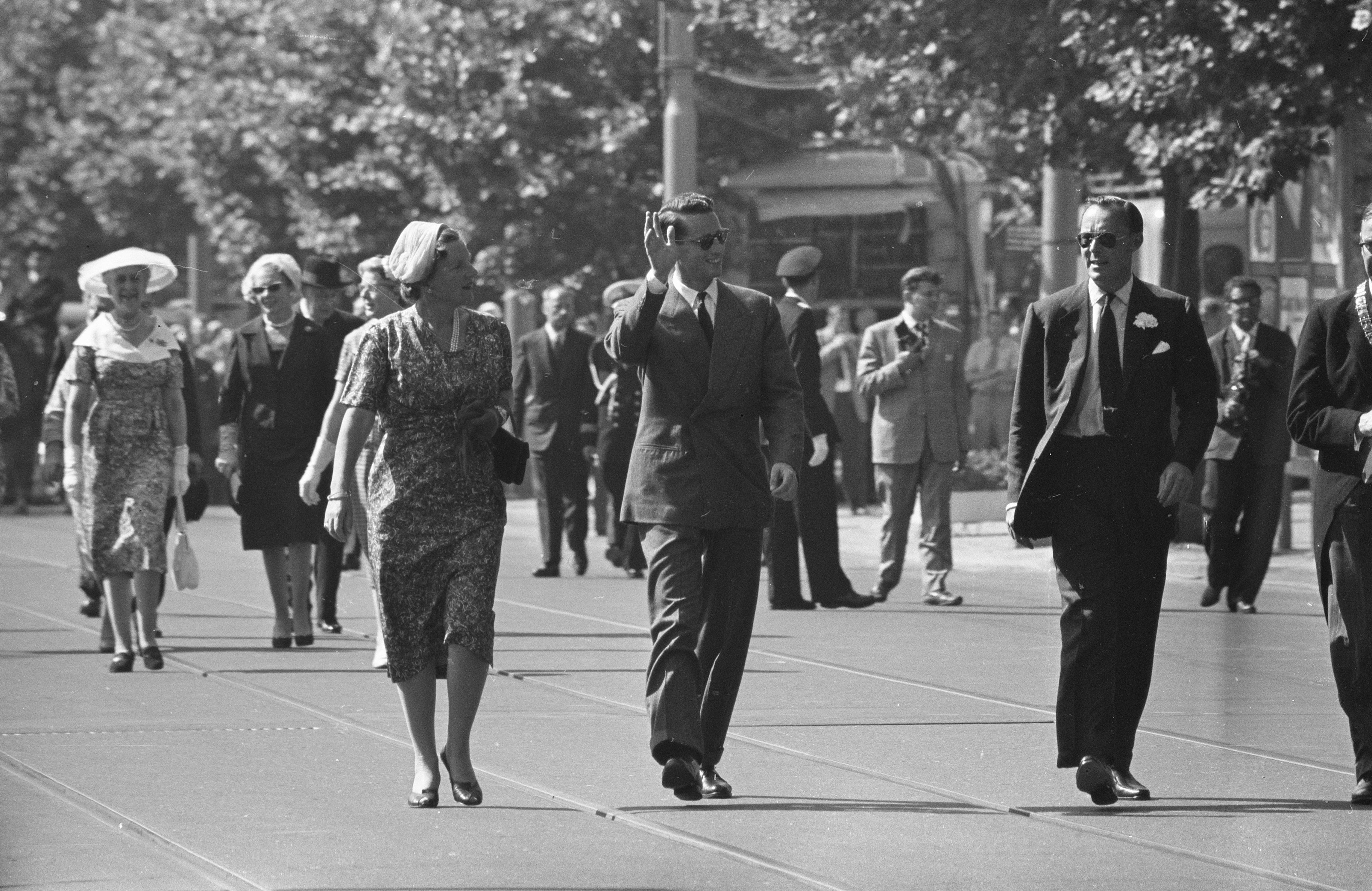
Staatsbezoek koning Boudewijn, bezoek Rijksmuseum, 8 juli 1959

Kenmerkend voor een staatsbezoek aan Nederland is dat een bezoek aan Amsterdam en een kranslegging bij het Nationaal Monument op de Dam plaatsvinden. Bij sommige staatsbezoeken hoort ook een rijtoer door de hoofdstad. Een verblijf van de gasten en hun gevolg in het paleis op de Dam en een groot diner in de burgerzaal zijn regelmatig onderdeel van het programma, maar soms verblijven de gasten in Den Haag op paleis Noordeinde en vindt ook het diner daar plaats.
Bij een staatsbezoek biedt de Nederlandse gastheer altijd een staatsbanket of galadiner aan, ter ere van de gast.
De gast beantwoordt dit gebaar met een tegenprestatie die vaak in een hotel of in een ambassade wordt aangeboden. Koningin Beatrix doorbrak het protocol dat door prins Bernhard eens "Eeuwig omkleden en eeuwig tafelen" werd genoemd, door in plaats van een diner een culturele avond met, bijvoorbeeld, een balletvoorstelling aan te bieden.
Er worden ook geschenken uitgewisseld, vaak zijn dit kunstvoorwerpen, maar dit kunnen ook persoonlijke zaken zijn, zo schonk koningin Beatrix de Britse vorstin rijpaarden.

### Onderscheidingen
Het bezoekende staatshoofd verleent onderscheidingen, soms schenkt men ook Huisorden om private redenen. Het ontvangende staatshoofd verleent op zijn of haar beurt eveneens onderscheidingen aan de gasten en hun gevolg.
In Nederland is het gebruikelijk dat het bezoekende staatshoofd het Grootkruis in de Orde van de Nederlandse Leeuw wordt verleend, en niet de hoger in rang staande Militaire Willems-Orde gezien het karakter van deze orde. De huwelijkspartner van een bezoekende vorst krijgt dezelfde onderscheiding, echtgenoten van bezoekende presidenten worden vereerd met het grootkruis in de Kroonorde. Voor de meereizende familieleden van een vorst zijn er diverse grootkruisen beschikbaar, er zijn ook onderscheidingen voor hofdignitarissen en politici.

Het is bij een staatsbezoek gebruikelijk dat het bezoekende staatshoofd ook de leden van de Nederlandse koninklijke familie met een grootkruis onderscheidt.
Het bezoekende staatshoofd verleent ook onderscheidingen, vaak zijn dat er tientallen, aan de Nederlandse ministerraad, de hoffunctionarissen, burgemeesters van de plaatsen die worden bezocht, stationschefs en chauffeurs, de commandant van de erewacht en de dienstdoende lakeien en politieagenten. Soms schenkt men ook Huisorden. De toekenning van de onderscheidingen gaat volgens een strikt protocol; de burgemeester van Amsterdam wordt meestal Grootofficier, de hoofdcommissaris van politie mag op een commandeurskruis rekenen, lakeien krijgen medailles toegekend. Koningin Beatrix stelde in 2000 een nieuwe "Herinneringsmedaille Buitenlandse Bezoeken" voor staatsbezoeken en officiële bezoeken in.
In strijd met de gebruikelijke gang van zaken worden de aan buitenlanders toegekende onderscheidingen en de onderscheidingen die aan Nederlanders worden toegekend niet gepubliceerd. Dat gebeurde voor het laatst bij een Deens staatsbezoek in de jaren zestig. De grote hoeveelheid onderscheidingen wekte de hilariteit van de pers op.

## Staatsbezoeken door het Nederlandse staatshoofd

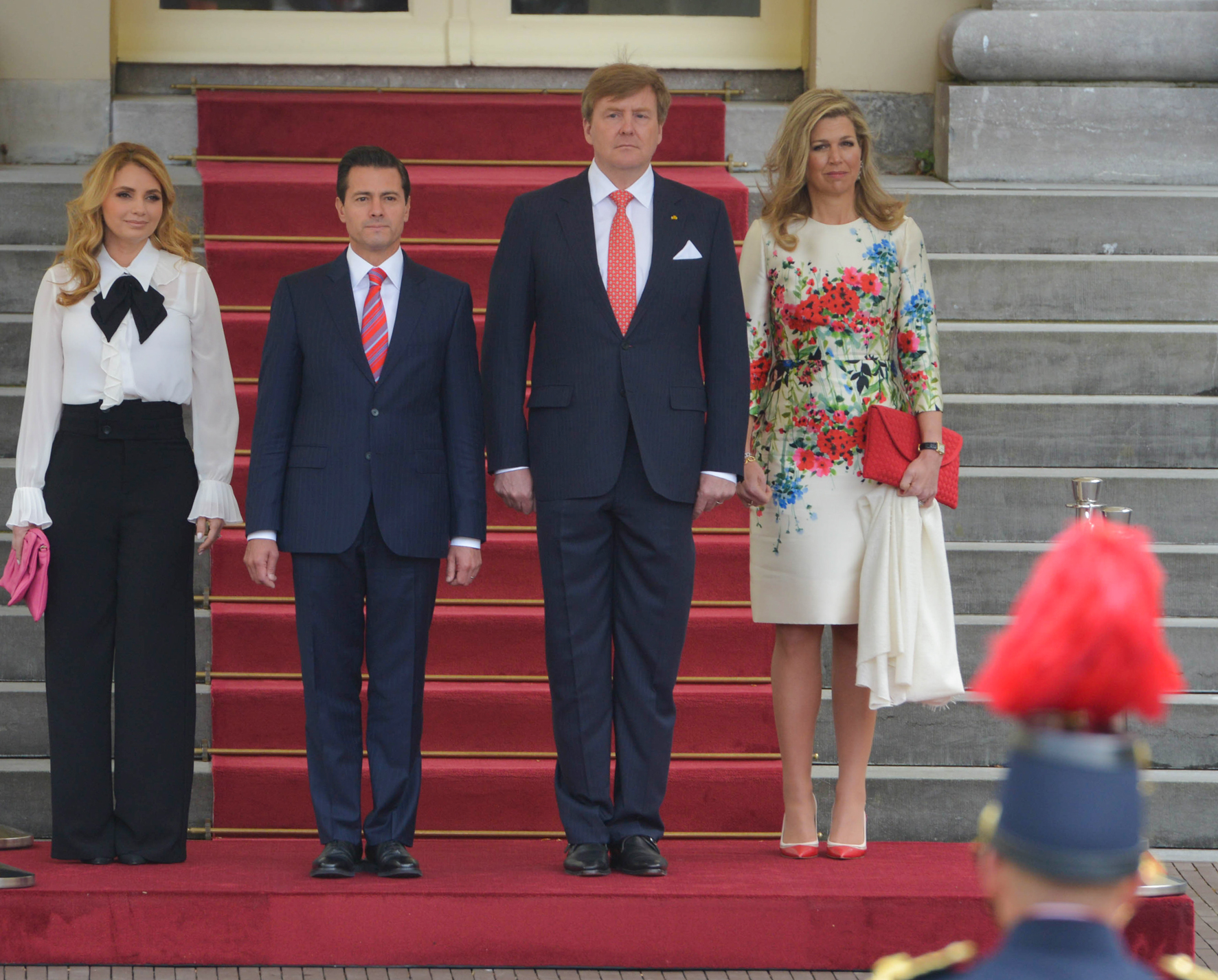

### Verleden
De Nederlandse koning of koningin bracht voor een staatsbezoek alles mee wat nodig was voor het organiseren van een contradiner. Er werd gegeten op Nederlands damast, met Nederlands bestek, serviesgoed en glaswerk en de zaal werd met Nederlandse bloemen versierd. De dinertafels bij het Nederlandse Hof hebben een speciale afmeting (160 cm breed). Dat geeft de mogelijkheid tot het op tafel plaatsen van grote decoratiestukken van goud en zilver zoals tafelspiegels, zeer hoge kandelaars en fraai bewerkte zilveren vazen en schalen. Deze laatste moeten een dusdanige hoogte hebben dat het voor de gasten aan beide kanten van de tafel mogelijk is om oogcontact te hebben en een gesprek te voeren. Dat alles was de reden dat bij uitgaande staatsbezoeken zowel de tafels als het bijpassende linnengoed werden meegenomen. Ook de ingrediënten, met uitzondering van de wijn, waren Nederlands. Stoelen werden ter plekke gehuurd.

### Het laatste staatsbezoek 'oude stijl' vond plaats in 1982
Koningin Beatrix en prins Claus brachten in 1982 een staatsbezoek aan het Verenigd Koninkrijk. Koningin Elizabeth stelde daarvoor Hampton Court Palace, het voormalige woonpaleis van de koning-stadhouder Willem III, ter beschikking.
De toenmalige hofmaarschalk Pieter A. Blussé van Oud-Alblass, de major domus Peter Beaujean en de chef-koks Henny Foks en Pierre Krans organiseerden het diner. Het aantal gasten was 260. Een hoofdtafel van 80 en zes bijtafels van 30 personen. Zij lieten daarvoor de gehele huishoudelijke staf uit Nederland overkomen. Deze bestond uit de complete keukenbrigade, kamerdienaars en lakeien, linnenjuffrouwen en bloemschikkers, aangevuld door een vaste groep militaire hofmeesters van de drie krijgsmachtdelen. Totaal 110 personeelsleden.
Tijdens het diner speelde een strijkje van de marinierskapel de achtergrondmuziek en na het beëindigen van de tafelredes de beide volksliederen.
Koningin Beatrix biedt het gastland sindsdien een culturele avond met ballet of muziek aan.

### Tafelschikking
In tegenstelling tot de veronderstelling van velen, is de belangrijkste plaats aan een lange tafel niet aan het hoofd van de tafel, maar in het midden.
Bij een staatsbezoek zitten het bezoekend staatshoofd en de huwelijkspartner in het midden aan één zijde van een lange tafel en wel die zijde dat men naar de bijtafels kan kijken. Links van het bezoekend staatshoofd zit het ontvangend staatshoofd. De ontvanger heeft dus aan de rechterzijde de belangrijkste gast. Voorbeeld: bij Hampton Court, links van het midden van de tafel op plaats één koningin Beatrix en links naast haar koningin Elizabeth, rechts van het midden op plaats één prins Claus en rechts van hem prins Philip. Aan de andere zijde van de tafel worden de zes zitplaatsen tegenover hen niet gebruikt, dus ook geen stoelen. Dat maakt het voor de overige gasten mogelijk om een goed zicht te hebben op de staatshoofden en omgekeerd.